# الغواصة الألمانية يو-356
غواصة يو-356 غواصة يو بوت ألمانية من الفئة السابعة سي بنيت لسلاح بحرية ألمانيا النازية كريغسمارينه، في أحواض فلنسبرجر خلال الحرب العالمية الثانية.